# Ochotona pusilla
La pica de las estepas (Ochotona pusilla) es una especie de mamífero lagomorfo de la familia Ochotonidae.

## Distribución
Se encuentra en Rusia y Kazajistán.

## Estado de conservación
Se encuentra amenazada de extinción por la pérdida de su hábitat natural.